# Армијска област
Армијска област је дио територије државе на којој су све војне јединице, установе и војнотериторијални органи обједињени под једном командом. Ово се ради ради успјешнијег припремања за рат и лакшег вођења борбених дејстава. Појам иначе може имати разна значења у зависности од државе и времена. Армијска област може да се дијели на корпусне и дивизијске области.
У миру армијска област има командне, оперативне, и мобилизацијске функције. Уз то припремају територију за рат и врше борбено обезбјеђење. У рату прераста у команду армије или задржава мирнодопске функције за не-борбене јединице.
Југословенска војска 1919. има 4 а пред Други свјетски рат 6 армијских области. Француска има 20 армијских области 1940.
Послије Другог свјетског рата задужења а. се проширују и на обезбјеђење територије од десанта, противавионску одбрану, организацију територијалних јединица одбране, уклањање посљедица нуклеарних експлозија и тако даље.
У СФРЈ послије рата постоје армијске области, али са развојем доктрине општенародне одбране долази до концепта о укључености читавог друштва у одбрану земље, не само оперативне војске. С тиме се мијења и функција армијских области.